# IAM Cycling/Saison 2014
Dieser Artikel listet Erfolge und Fahrer des Radsportteams IAM Cycling in der Saison 2014 auf.

## Erfolge in der UCI World Tour
| Datum      | Rennen                         | Sieger           |
| ---------- | ------------------------------ | ---------------- |
| 13. März   | 1. Etappe Tirreno–Adriatico    | Matteo Pelucchi  |
| 31. August | Grand Prix Ouest France-Plouay | Sylvain Chavanel |

## Erfolge in der UCI Europe Tour
| Datum          | Rennen                                           | Kat. | Fahrer              |
| -------------- | ------------------------------------------------ | ---- | ------------------- |
| 30. März       | 3. Etappe Critérium International                | 2.HC | Mathias Frank       |
| 9. Mai         | 3. Etappe Quatre Jours de Dunkerque              | 2.HC | Sylvain Chavanel    |
| 10. Mai        | Berner Rundfahrt                                 | 1.2  | Matthias Brändle    |
| 28. Mai        | 1. Etappe Bayern-Rundfahrt                       | 2.HC | Heinrich Haussler   |
| 29. Mai        | 2. Etappe Bayern-Rundfahrt                       | 2.HC | Mathias Frank       |
| 26. Juni       | Französische Meisterschaft – Einzelzeitfahren    | CN   | Sylvain Chavanel    |
| 27. Juni       | Österreichische Meisterschaft – Einzelzeitfahren | CN   | Matthias Brändle    |
| 29. Juni       | Schweizer Meisterschaft – Straßenrennen          | CN   | Martin Elmiger      |
| 14. August     | 2. Etappe Burgos-Rundfahrt                       | 2.HC | Matteo Pelucchi     |
| 17. August     | 5. Etappe Burgos-Rundfahrt (EZF)                 | 2.HC | Aleksejs Saramotins |
| 28. August     | 4. Etappe Tour du Poitou-Charentes (EZF)         | 2.1  | Sylvain Chavanel    |
| 26.–29. August | Gesamtwertung Tour du Poitou-Charentes           | 2.1  | Sylvain Chavanel    |
| 11. September  | 5. Etappe Tour of Britain                        | 2.HC | Matthias Brändle    |
| 12. September  | 6. Etappe Tour of Britain                        | 2.HC | Matthias Brändle    |
| 19. Oktober    | Chrono des Nations                               | 1.1  | Sylvain Chavanel    |

## Abgänge – Zugänge
| Zugänge                           | Team 2013               | Abgänge            | Team 2014                      |
| --------------------------------- | ----------------------- | ------------------ | ------------------------------ |
| Mathias Frank                     | BMC Racing Team         | Marco Bandiera     | Androni Giocattoli-Venezuela   |
| Vicente Reynés                    | Lotto Belisol           | Aleksandr Pliușkin | Skydive Dubai Pro Cycling Team |
| Sylvain Chavanel                  | Omega Pharma-Quick Step | Rémi Cusin         | Karriereende                   |
| Jérôme Pineau                     | Omega Pharma-Quick Step |                    |                                |
| Roger Kluge                       | Team NetApp-Endura      |                    |                                |
| Sondre Holst Enger (ab 1. August) | Team Sparebanken Sør    |                    |                                |

## Mannschaft
| Fahrer                | Geburtsdatum       | Nationalität |              |
| --------------------- | ------------------ | ------------ | ------------ |
| Marcel Aregger        | 26. August 1990    | Schweiz      |              |
| Matthias Brändle      | 7. Dezember 1989   | Österreich   |              |
| Sylvain Chavanel      | 30. Juni 1979      | Frankreich   |              |
| Stefan Denifl         | 20. September 1987 | Österreich   |              |
| Martin Elmiger        | 23. September 1978 | Schweiz      |              |
| Sondre Holst Enger    | 17. Dezember 1993  | Norwegen     |              |
| Mathias Frank         | 9. Dezember 1986   | Schweiz      |              |
| Jonathan Fumeaux      | 7. März 1988       | Schweiz      |              |
| Kristof Goddaert (†)  | 21. November 1986  | Belgien      |              |
| Heinrich Haussler     | 25. Februar 1984   | Australien   |              |
| Sébastien Hinault     | 11. Februar 1974   | Frankreich   |              |
| Reto Hollenstein      | 22. August 1985    | Schweiz      |              |
| Kevyn Ista            | 25. November 1984  | Belgien      |              |
| Dominic Klemme        | 31. Oktober 1986   | Deutschland  |              |
| Roger Kluge           | 5. Februar 1986    | Deutschland  |              |
| Pirmin Lang           | 25. November 1984  | Schweiz      |              |
| Gustav Erik Larsson   | 20. September 1980 | Schweden     |              |
| Thomas Lövkvist       | 4. April 1984      | Schweden     |              |
| Matteo Pelucchi       | 21. Januar 1989    | Italien      |              |
| Jérôme Pineau         | 2. Januar 1980     | Frankreich   |              |
| Sébastien Reichenbach | 28. Mai 1989       | Schweiz      |              |
| Vicente Reynés        | 30. Juli 1981      | Spanien      |              |
| Aleksejs Saramotins   | 8. April 1982      | Lettland     |              |
| Patrick Schelling     | 1. Mai 1990        | Schweiz      |              |
| Johann Tschopp        | 1. Juli 1982       | Schweiz      |              |
| Marcel Wyss           | 25. Juni 1986      | Schweiz      |              |
| Stagiaires            | Stagiaires         | Nationalität | Nationalität |
| Claudio Imhof         | Claudio Imhof      | Schweiz      |              |
| Simon Pellaud         | Simon Pellaud      | Schweiz      |              |